# 1622 w sztukach plastycznych
Wydarzenia w sztukach plastycznych i wizualnych w 1622 roku.

## Malarstwo

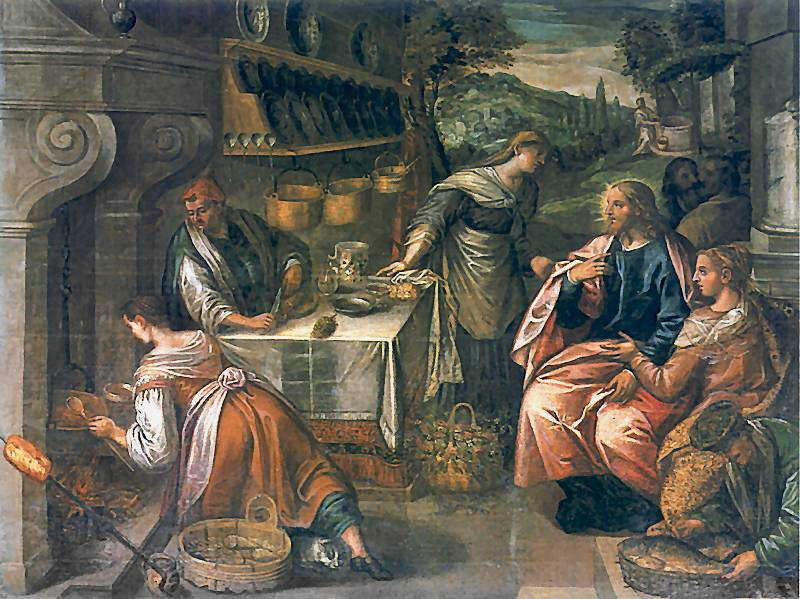
Tomasz Dolabella Chrystus u Marii i Marty

- Tomasz Dolabella

Chrystus u Marii i Marty (po 1622)